# Liste der Kulturdenkmale in Oberweimar (Thüringen)

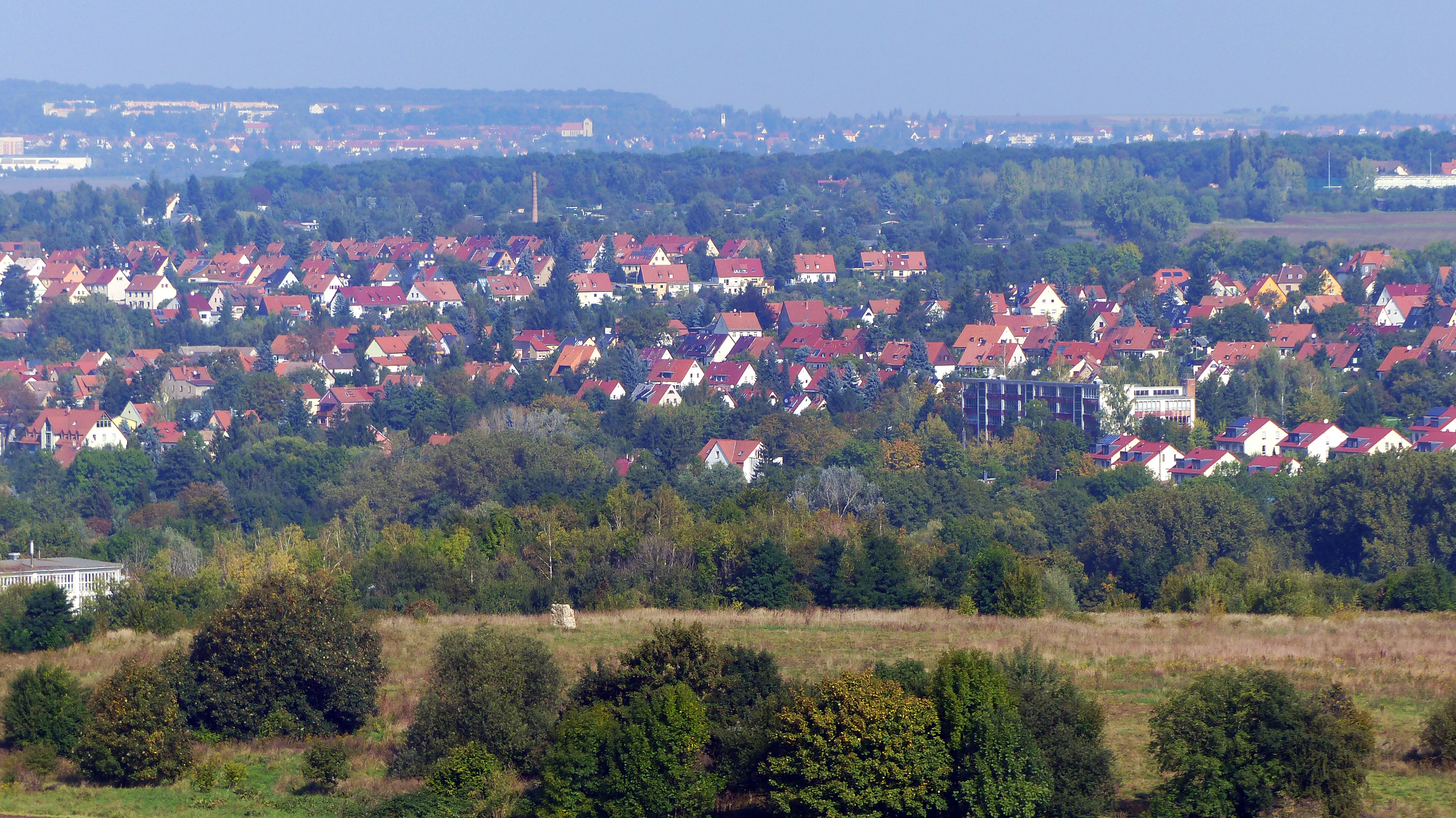
Blick auf Oberweimar

Diese Liste enthält die Kulturdenkmale in Oberweimar, einem Stadtteil von Weimar.

## Legende
- Bild: zeigt ein Bild des Kulturdenkmals und gegebenenfalls einen Link zu weiteren Fotos des Kulturdenkmals im Medienarchiv Wikimedia Commons
- Bezeichnung: Name, Bezeichnung oder die Art des Kulturdenkmals
- Lage: Wenn vorhanden Straßenname und Hausnummer des Kulturdenkmals; Grundsortierung der Liste erfolgt nach dieser Adresse. Der Link Karte führt zu verschiedenen Kartendarstellungen und nennt die Koordinaten des Kulturdenkmals.
 Kartenansicht, um Koordinaten zu setzen – in dieser Kartenansicht sind Kulturdenkmale ohne Koordinaten mit einem roten bzw. orangen Marker dargestellt und können in der Karte gesetzt werden. Kulturdenkmale ohne Bild sind mit einem blauen bzw. roten Marker gekennzeichnet, Kulturdenkmale mit Bild mit einem grünen bzw. orangen Marker.
- Datierung: gibt das Jahr der Fertigstellung beziehungsweise das Datum der Erstnennung oder den Zeitraum der Errichtung an
- Beschreibung: bauliche und geschichtliche Einzelheiten des Kulturdenkmals, vorzugsweise die Denkmaleigenschaften
- ID: Die ID identifiziert das Kulturdenkmal eindeutig. In Thüringen sind aktuell keine IDs veröffentlicht. In der ID-Spalte kann sich auch folgendes Icon  befinden, dies führt zu Angaben zu diesem Kulturdenkmal bei Wikidata.

## Denkmallisten

### Denkmalensemble Ortskern Oberweimar
bauliche Gesamtanlage § 2 Abs. 3 ThDSchG
Geltungsbereich: Bahnhofstraße 1;  Blumengasse 1a; Buchholzgasse 1, 2; Hohle Gasse 1, 3;  Ilmstraße 1, 2, 3, 4, 4a, 7,  9, 11; Klosterweg  gesamt inkl. Brücke zum Pappelgraben;  Martin-Luther-Straße 1, 2, 3, 4, 5, 6, 7, 8, 9, 10, 11, 12, 13, 14, 15, 16, 18;  Mittelstraße gesamt; Papierbach gesamt; Plan gesamt; Taubacher Straße 1, 3, 5, 7, 9, 9a, 11, 13, 15
| Bild                           | Bezeichnung  | Lage                                                                                   | Datierung | Beschreibung | ID |
| ------------------------------ | ------------ | -------------------------------------------------------------------------------------- | --------- | ------------ | -- |
| BW                             |              | Bahnhofstraße 1 (Karte)                                                                |           |              |    |
| BW                             |              | Blumengasse (Karte)                                                                    |           |              |    |
| BW                             |              | Buchholzgasse 1, 2 (Karte)                                                             |           |              |    |
| BW                             |              | Hohle Gasse 1, 3 (Karte)                                                               |           |              |    |
| BW                             |              | Ilmstraße 1, 2, 3, 4, 4a, 7, 9, 11 (Karte)                                             |           |              |    |
| BW                             |              | Klosterweg gesamt inkl. Brücke zum Pappelgraben (Karte)                                |           |              |    |
| BW                             |              | Martin-Luther-Straße 1, 2, 3, 4, 5, 6, 7, 8, 9, 10, 11, 12, 13, 14, 15, 16, 18 (Karte) |           |              |    |
| weitere Bilder Fotos hochladen | Mittelstraße | Mittelstraße gesamt (Karte)                                                            |           |              |    |
| weitere Bilder Fotos hochladen | Papierbach   | Papierbach gesamt (Karte)                                                              |           |              |    |
| BW                             |              | Plan gesamt (Karte)                                                                    |           |              |    |
| BW                             |              | Taubacher Straße 1, 3, 5, 7, 9, 9a, 11, 13, 15 (Karte)                                 |           |              |    |

### Einzeldenkmale in Oberweimar
| Bild                           | Bezeichnung                   | Lage                            | Datierung | Beschreibung | ID |
| ------------------------------ | ----------------------------- | ------------------------------- | --------- | --- | -- |
| weitere Bilder Fotos hochladen | Kirche                        | Klosterweg (Karte)              |           | Kirche St. Peter und Paul mit historischer Ausstattung                                                                                               |    |
| BW                             | Schule                        | Am Hartwege 2 (Karte)           |           | Schule mit Sporthalle und Freiflächengestaltung |    |
| Fotos hochladen                | Villa                         | Dichterweg 2a (Karte)           |           | Villa Haar |    |
| Fotos hochladen                | Wohnhaus                      | Franz-Bunke-Weg 10 (Karte)      |           | Wohnhaus |    |
| weitere Bilder Fotos hochladen | Deutsches Bienenmuseum        | Oberweimar, Ilmstraße 3 (Karte) | 1907      | Das Deutsche Bienenmuseum zu Weimar befindet sich seit seinem fünfzigjährigen Jubiläum 1957 im ehemaligen Landgasthof Goldener Schwan in Oberweimar. |    |
| BW                             | ehemaliges Kammergut          | Klosterweg 5 (Karte)            |           | ehem. Kammergut mit Stall- und Lagergebäuden, Mühlgraben und Wehr                                                                                    |    |
| Fotos hochladen                | Mühle                         | Klosterweg 8 (Karte)            |           | Klostermühle |    |
| Fotos hochladen                | Haus Heydenreich              | Martin-Luther-Straße 8 (Karte)  |           | Haus Heydenreich mit Garten, Gartenhaus und Pförtnerhaus                                                                                             |    |
| weitere Bilder Fotos hochladen | Friedhof                      | Martin-Luther-Straße (Karte)    |           | Friedhof mit Ummauerung, 6 barocken Grabsteinen, Grabstätten Heydenreich, A. Olbricht und T. Bauer-Pezellen                                          |    |
| BW                             |                               | Merketalstraße 23 (Karte)       |           | siehe Denkmalliste Stadt Weimar |    |
| BW                             | Hofanlage                     | Mittelstraße 6 (Karte)          |           | Hofanlage |    |
| Fotos hochladen                | soggenanntes Münchhausen-Haus | Mittelstraße 16 (Karte)         |           | sogenanntes Münchhausen-Haus |    |
| BW                             | Pfarrhaus                     | Plan 2 (Karte)                  |           | Pfarrhaus |    |
| weitere Bilder Fotos hochladen | Brücke                        | Steinbrückenweg (Karte)         |           | Natursteinbrücke |    |
| Fotos hochladen                | Mühle                         | Taubacher Straße 14 (Karte)     |           | ehem. Walkmühle |    |